# 김무 (신라)
김무(金武)는 신라 때의 관리이다. 의술로 일본의 인교 천황을 치료했다는 기록이 있다.
《고사기》는 일본에 파견된 신라의 대사 김파진한기무(金波鎭漢紀武)가 약방(藥方)을 깊이 알고 있어 인교 천황의 병을 고쳤다고 기록하고 있다. ‘파진한기’는 파진찬을 말한다. 《일본서기》에서는 인교 3년(414년) 8월 신라에서 의사가 와서 천황의 병을 고쳤다고 기록되어 있다.
김두종은 이 때는 신라에 중국 의학이 전해지기 전이므로 김무가 신라 고유의 의학을 썼을 것이라고 추측한다.